# FN-medaljen
FN-medaljen er en medalje, der uddeles af FN til militære og civile personer, der i en bestemt periode har været udstationeret ved missioner, som har hørt eller fortsat hører under FN. For at komme i betragtning til medaljen, skal man have tjent i en FN-mission i mindst 3 måneder.
Medaljens ordensbånd er forskellige, da den samtidig skal bevise, hvilke missioner, man har tjent i under FN. Den findes derfor i mange forskellige udgaver.